# Megaselia praedafura
Megaselia praedafura är en tvåvingeart som beskrevs av Ronald Henry Lambert Disney 1997. Megaselia praedafura ingår i släktet Megaselia och familjen puckelflugor. Inga underarter finns listade i Catalogue of Life.